# Смертная казнь в Литве
Смертная казнь в Литве была официально запрещена с декабря 1998 года согласно протоколу № 6 Европейской конвенции о правах человека, к которой присоединилась Литва. Ранее смертные приговоры в Литве выносились до 1995 года. С марта 1990 года по декабрь 1998 года в Литве были казнены 7 человек.

## История
После провозглашение независимости Литвы в 1918 году в стране некоторое время продолжал действовать уголовное уложение 1903 года, согласно которому смертный приговор мог быть вынесен только за преступления против государства. Действовавшие параллельно законы военного времени предусматривали применение смертной казни за несколько десятков преступлений (бандитизм, изнасилование, предумышленное убийство). В принятом в 1919 году уголовном кодексе применение смертной казни не предусматривалось, но сохранилось в законах военного времени. Смертная казнь предусматривалась за 8 видов преступлений. По подсчётам историка Сигиты Чернявичюте, за межвоенный период по неполным данным в Литве был казнён 146 человек. Смертная казнь приводилась в исполнение через расстрел, хотя закон допускал повешение. В 1937—1940 годах в первом форте Каунасской крепости действовала газовая камера. В газовой камере было казнено не менее 9 человек. 8 из них были казнены за убийство. 1 за убийство и антигосударственную деятельность во время крестьянской забастовки 1935 года.
Во время войны за независимость Литвы были случаи, когда смертная казнь применялась без суда и следствия. Таким образом были казнены социалисты Феликсас Валюкас и Юргис Смолскис. В годы авторитарного правления Антанаса Сметоны смертная казнь применялась против политических оппонентов режима. После переворота в декабре 1926 года были арестованы и расстреляны четверо руководителей Коммунистической партии Литвы (Каролис Пожела, Юозас Грейфенбергерис, Раполас Чарнас и Казис Гедрис). 8 человек были казнены за участие в мятеже в Таураге в сентябре 1927 года. Генерал Константинас Клещинскис был обвинён в шпионаже в пользу СССР и казнён в июне 1927 года.
Уголовное законодательство Литовской ССР допускало применение смертной казни в 16 статьях.
Борис Деканидзе, лидер Вильнюсской бригады, стал последним гражданином Литвы, казнённым по приговору суда: 10 ноября 1994 года суд признал его виновным в убийстве журналиста Витаса Лингиса. 12 июля 1995 года он был расстрелян в Лукишкской тюрьме, хотя прежде в Литовской ССР приговорённых к смерти расстреливали на полигоне примерно в 30 км от Вильнюса.